# هیل اپلمن
هیل اپلمن (به انگلیسی: Hale Appleman) یک بازیگر آمریکایی است که بیشتر برای ایفای نقش «الیوت» در مجموعه تلویزیونی جادوگران و «توبی کاب» در دندان‌ها شهرت دارد.

## زندگی شخصی
اپلمن در منهتن، نیویورک بزرگ شد.وی چهار تابستان را در اردوی تابستانی هنرهای نمایشی فرنچ وودز گذراند و در مدرسه موسیقی و هنرهای نمایشی فیورلولو اچ. لاگوردیا شرکت کرد. یک سال پس از حضور در کارنگی ملوناو کنار رفت تا در یک فیلم بازی کند.

## سابقه فعالیت
فعالیت اپلمن در سینما روی صحنه، شامل احیای تئاتر «جریانها» در تئاتر کمپانی راوندباوت، «بهشت گمشده» (نوشته کلیفورد اودتس) در تئاتر امریکن رپرتواری و نمایش برتر مصائب در نقش عیسی مسیح است. در سال ۲۰۱۱، او در نمایش فرزندان ماه نقش باب را در تئاتر جشنواره برکشیر بازی کرد.
اپلمن اولین نقش کوتاه خود را در «اوهایوی زیبا» داشت و در فیلم «پدرو» نیز نقش جد واییک کارتونیست را بازی کرده‌است. وی هم چنین ایفاگر نقش زک را در سریال Smash و نقش جاش در فیلم سرباز رومئو بود. وی از سال ۲۰۱۵ تا ۲۰۲۰ در سریال تلویزیونی جادوگران، نقش جادوگری به نام الیوت را ایفا کرد.